# دکمه طلایی (فیلم)
دکمه طلایی (انگلیسی: Tansy) فیلمی در ژانر درام به کارگردانی سسیل هپوورت است که در سال ۱۹۲۱ منتشر شد. از بازیگران آن می‌توان به جرالد ایمز و آلما تیلور اشاره کرد.